# Kai James Taylor
Pour les articles homonymes, voir Taylor.
Kai James Taylor, né le 18 août 2003 à Brisbane, est un nageur australien.

## Biographie
Kai James Taylor fait partie du relais 4 × 100 m nage libre australien médaillé d'or aux Championnats du monde de natation 2023 à Fukuoka.

## Palmarès

### Jeux olympiques
- Jeux olympiques d'été de 2024 à Paris :
  -  Médaille d'argent du relais 4 × 100 m nage libre.
  -  Médaille de bronze du relais 4 × 200 m nage libre.

### Championnats du monde en grand bassin
- Championnats du monde 2023 à Fukuoka :
  -  Médaille d'or du relais 4 × 100 m nage libre.
  -  Médaille de bronze du relais 4 × 200 m nage libre.
  -  Médaille de bronze du relais 4 × 100 m quatre nages (participe uniquement aux séries).
- Championnats du monde 2024 à Doha :
  -  Médaille d'argent du relais 4 × 100 m nage libre mixte.
- Championnats du monde 2025 à Singapour :
  -  Médaille d'or du relais 4 × 100 m nage libre.
  -  Médaille de bronze du relais 4 × 200 m nage libre.